# 寬帶峰尺蛾
寬帶峰尺蛾（学名：Dindica polyphaenaria），又名里黄峰尺蛾，为尺蛾科峰尺蛾屬下的一个种。